# Smovengo
Smovengo est une entreprise française spécialisée dans le déploiement et la mise en libre service de vélos partagés en zone urbaine.
En 2017, Smovengo a remporté l’appel d’offre du Syndicat mixte Autolib’ Vélib’ Métropole, devenant ainsi gestionnaire du service Vélib’ Métropole et succédant à JCDecaux. 
Le service propose pour la première fois des vélos connectés à assistance électrique en plus des vélos mécaniques, et ambitionne d’étendre le service Vélib’ à toutes les communes du Grand Paris.

## Consortium Smovengo
Smovengo a été créé en 2017 par 4 acteurs européens de la mobilité : Fifteen (ex-Smoove), Indigo (ex Vinci-Park), Mobivia et Moventia.
Smoove étant lui-même filiale de Mobivia, le capital du groupe est partagé entre Indigo, Mobivia et Moventia qui en détiennent chacun environ un tiers.
Hormis Velib, Smovengo gère d'autres services comme à Paris Weelo, un service de location à la journée en boutique.
Le 31 décembre 2024, Indigo annonce avoir acquis l'intégralité des actions de Smovengo, devenant ainsi l'unique actionnaire de l'entreprise.

## Historique

### Gain de l'appel d'offres et débuts
Le consortium Smovengo, piloté par la PME Smoove, remporte l’appel d’offres porté par le SMAVM (Syndicat Mixte Autolib’ Velib’ Métropole) en mai 2017, syndicat qui regroupe la ville de Paris, la Métropole du Grand Paris, et 60 communes limitrophes. À la suite de cela, les membres du consortium créent la société Smovengo, sur la base du même actionnariat.
Le marché du vélo en libre-service attribué à Smovengo est évalué sur une durée de 15 ans et s’élève à 600 millions d’euros. 

### Recours en justice de JCDecaux
En octobre 2017, l’ex-opérateur JCDecaux porte le gain de l’offre par Smovengo en justice et dénonce un conflit d'intérêts autour de la famille Mercat. Selon l’opérateur, Nicolas Mercat, le frère du dirigeant de Smoove (Laurent Mercat), aurait influencé le gain de l’offre par Smovengo en participant à la préparation du marché Vélib’.
La plainte de JCDecaux est rejetée et l’entreprise est déboutée.

### Mouvement de grève
En avril 2018, les techniciens Smovengo de Villeneuve-la-Garenne se mettent en grève et réclament une hausse des salaires de base de 20% ainsi qu’une majoration de 45 % pour les travailleurs de nuit.  Après plus de 4 semaines de grève, Smovengo porte l’affaire en justice. Plus d’un an après, les 21 salariés, licenciés en 2018 à la suite de cette grève, n’ont pas obtenu gain cause par les prud’hommes de Nanterre. La décision rendue le 11 avril 2019 fait état que la grève est définie comme illicite et ne permettra pas de réintégration ni d’indemnité aux anciens salariés.

### Amélioration du service Vélib'
En mai 2018, Arnaud Marion intègre Smovengo en tant que président exécutif, il a pour mission d'améliorer le service Vélib’. Il parvient à redresser progressivement le service avec 30 000 courses par jour en septembre contre 13 000 deux mois auparavant. En juillet 2019, on estimait que 80 000 trajets de Vélib’ étaient effectués par jour, pour un parc de 1 400 stations dans Paris et 55 communes. L’objectif donné était de mettre à disposition des usagers 19 000 Vélib’.

### Gestion de la forte utilisation et du vandalisme
Pour faire face à la forte augmentation de l’utilisation du Vélib et aux actes de vandalisme, Smovengo, qui détient deux entrepôts en Île-de-France, a réorganisé la maintenance 24h sur 24 grâce à environ 400 salariés et sous-traitants. L'entreprise a déclaré que 850 vélos pourraient être réparés chaque jour au maximum de leurs capacités de maintenance. 

### Nouvelle gouvernance et stabilisation du service
En septembre 2019, Ghislaine Mattlinger est nommée présidente. Anciennement directrice adjointe chez Indigo, elle rejoint Smovengo au côté de Jacques Greiveldinger le directeur général.
En mars 2020, durant la crise du coronavirus, le service Vélib' continue de fonctionner. Face à la crise et aux contraintes de ceux qui doivent se déplacer pendant l’épidémie, le SMAVM et Smovengo rendent les usages de Vélib’ gratuits dans le cadre des déplacements autorisés.
Le service atteint le nombre de vélos prévus au début du mois de mai (19 000 vélos). Le déconfinement et la désaffection des transports publics traditionnels font augmenter à la fois le nombre d’abonnés qui atteint les 400 000 et le nombre de courses : un record de 192 000 courses en une seule journée est atteint le mercredi 24 juin.
En juillet 2020, Stéphane Volant prend la présidence.
Le 4 septembre 2020, le service Vélib' a enregistré un record avec plus de 209 700 courses en un jour. Les données disponibles indiquent également que 57% des courses sont effectuées avec les vélos électriques mis à disposition par Smovengo.

### Équilibre financier
En 2021, Le Canard enchaîné révèle que les dirigeants de la PME sont en négociation avec la mairie de Paris concernant la survie même du service à moyen terme et nécessitant une aide de l'ordre de 240 millions d'euros. Smovengo connait « une énorme crise de croissance », résume Sylvain Raifaud. La faute, en partie, à l’essor plus rapide que prévu des vélos électriques. Ils ne représentent que 35 % de la flotte Vélib’, mais 60 % des 118 millions de kilomètres parcourus en 2020. Soumis à un usage intensif, ces vélos à assistance électrique entraînent de fortes dépenses de maintenance. Dès l'information rendue publique, le concurrent évincé en 2017 JCDecaux menace d'un recours en justice. Finalement, les discussions aboutissent à un projet d'avenant prévoyant une augmentation de la subvention de 6 millions d'euros par an, notamment financé par une augmentation de tarif des vélos à assistance électrique (VAE), en parallèle d'une baisse des charges de l'opérateur Smovengo pour trouver l'équilibre financier.